# 闫彦明
闫彦明（1983年—2005年1月18日），中国杀人犯，2004年11月25日晚11时45分闯入汝州市第二高级中学男生公寓，用刀刺向12名学生，造成6人当场死亡，3人抢救无效死亡，另有3人受伤。
案发后，闫彦明迅速逃离学校回家服毒自杀，但被家人救下，母亲看到公安机关通告后怀疑闫彦明作案，遂向汝州警方报告，闫彦明于数小时后被捕。
2004年12月29日，平顶山市中院判处闫彦明死刑，剥夺政治权利终身，赔偿9名原告每人5.35万元人民币。闫彦明后向河南省高院提起上诉，被驳回，于2005年1月18日上午10时05分被枪决。